# Epitetralophidea magnithorax
Epitetralophidea magnithorax är en stekelart som först beskrevs av Girault 1923.  Epitetralophidea magnithorax ingår i släktet Epitetralophidea och familjen sköldlussteklar. Inga underarter finns listade i Catalogue of Life.